# HMS Plucky (1870)
«Плакі» - канонерський човен Королівського флоту, другий з чотирьох кораблів з цим ім'ям. 

## Конструкція
По суті був другим прототипом у розвитку конструкції канонерських човнів Рендела. Від попередника, канонерського човна «Стонч», відрізнявся невеликим зростанням розмірів (на 13 тон), що дозволило дещо покращити його обриси. Втім корабель залишився досить занадто щироким для своєї довжини.
Така форма дозволила розмістити на ньому на той час новітню 10 дюймову (254 мм) дульнозарядну нарізну гармату вагою 18 тон.

## Історія служби
Після вступу у стрій 1871 р. використовувався як тендер для лінійного корабля «Кембрідж» у Девенпорті. 
22 березня 1871 здійснював артилерійські випробування нової гармати з присутністю на борту принца Альберта. 
Переважно «Плакі» служив як тендер при артилерійській школі.
1887 році поряд з двома іншими базованими у Девонпорті канонерськими човнами взяв участь у морському параді  з нагоди п'ядесятої річниці сходження на престол королеви Вікторії.  
1915 року перейменований у «Бантерер», аби звільнити своє ім'я для нового есмінця.   Корабель списаний 1919 року.